# Анћинг
Анћинг (安庆) град је Кини у покрајини Анхуеј. Према процени из 2009. у граду је живело 374.646 становника.

## Становништво
Према процени, у граду је 2009. живело 374.646 становника.
| 1990.   | 2000.   | 2009    |
| ------- | ------- | ------- |
| 270.828 | 331.364 | 374.646 |

## Партнерски градови
- Калабасас
- Ибараки
- Кутахја